# A Cigarette-Maker's Romance (film 1913)
A Cigarette-Maker's Romance è un film muto del 1913 diretto da Frank Wilson.

## Trama
A Monaco di Baviera, un conte russo che soffre di amnesia, lavora in fabbrica ma riacquista la memoria giusto in tempo per contrastare il cugino.

## Produzione
Il film fu prodotto dalla Hepworth.

## Distribuzione
Distribuito dalla Hepworth, il film uscì nelle sale cinematografiche britanniche nel settembre 1913.
Si conoscono pochi dati del film che, prodotto dalla Hepworth, fu distrutto nel 1924 dallo stesso produttore, Cecil M. Hepworth. Fallito, in gravissime difficoltà finanziarie, il produttore pensò in questo modo di poter almeno recuperare il nitrato d'argento della pellicola.